# 西寨遗址
西寨遗址是一处位于中国河北省迁西县西寨村东的新石器时代遗址，1993年7月15日入选河北省文物保护单位，2001年6月25日列入第五批全国重点文物保护单位。